# Марица (име)
Марица је женско име које води порекло из италијанског језика и један је од облика имена Марија.

## Сродна имена
- Мара
- Маријана
- Марина
- Маша

## Имендани
- 22. јул.

## Варијације имена у језицима
-
-
-

## Остала значења
- Марица, река у Бугарској